# 베스트말레 브루어리

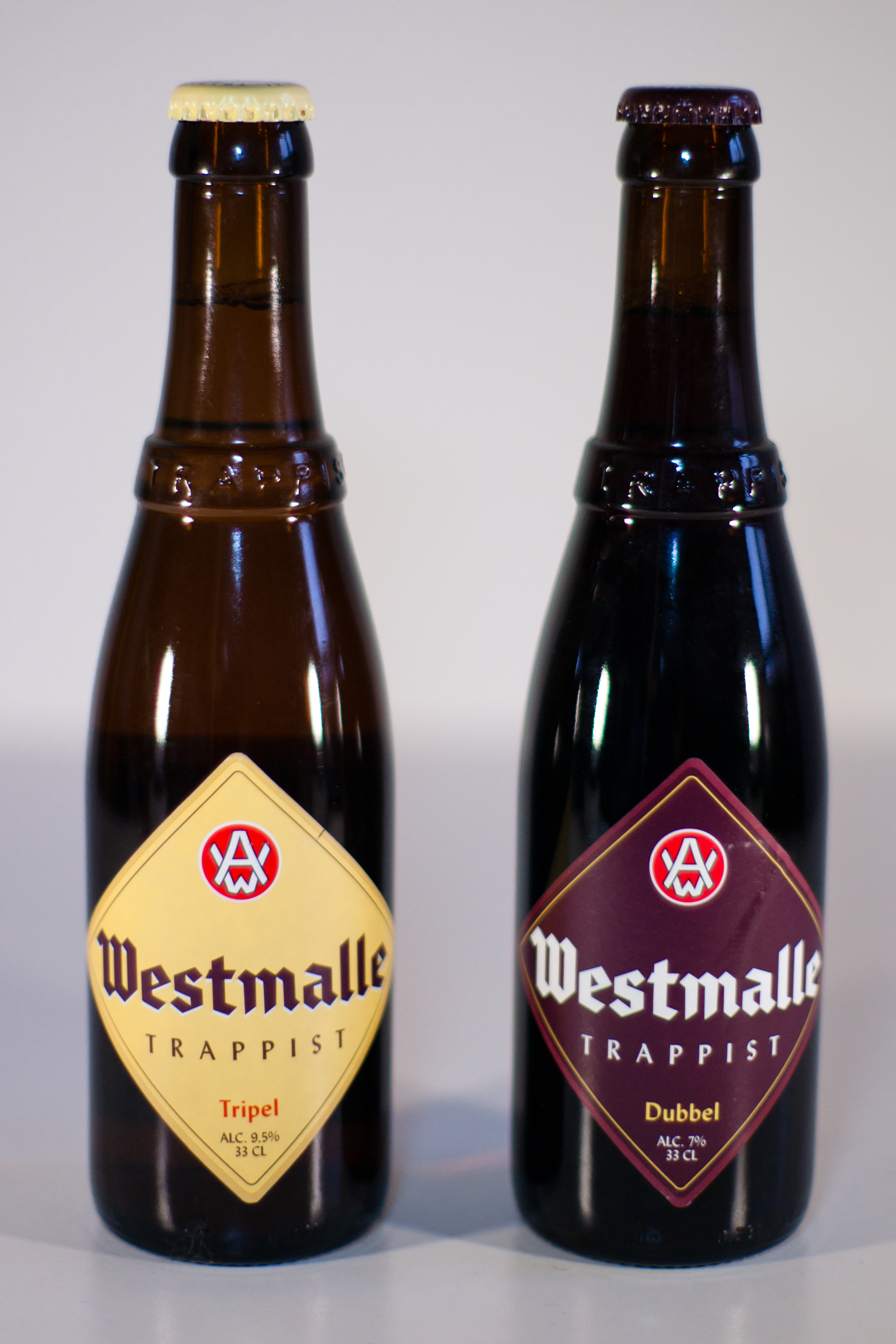
베스트말레 (트리펠과 더벨)

베스트말레 브루어리(Westmalle Brewery)는 벨기에 베스트말레의 트라피스트회 브루어리이다. 국제트라피스트협회에 의해 트라피스트 맥주라고 표기된 맥주를 생산한다. 베스트말레 트리펠(Westmalle Tripel)은 트리펠이라는 용어를 사용한 최초의 골든 페일 에일이다.
1794년 6월 6일 설립되었다.

## 제품
이 브루어리는 3개의 맥주가 있다.
- 베스트말레 더벨(Westmalle Dubbel)
- 베스트말레 트리펠(Westmalle Tripel)
- 베스트말레 엑스트라(Westmalle Extra)